# Vicq-sur-Breuilh
Vicq-sur-Breuilh este o comună în departamentul Haute-Vienne din centrul Franței. În 2009 avea o populație de 1.273 de locuitori.

## Evoluția populației
| An        | 1975  | 1982  | 1990  | 1999  | 2006  | 2009  |
| --------- | ----- | ----- | ----- | ----- | ----- | ----- |
| Populație | 1.082 | 1.019 | 1.033 | 1.087 | 1.237 | 1.273 |